# 31092 Carolowilhelmina
31092 Carolowilhelmina este o planetă minoră (asteroid), cu un diametru de 4,637 km, din centura de asteroizi. A fost descoperită pe 6 februarie 1997 la Observatorul Kleť de Observatorul Kleť. 
Obiectul prezintă o orbită caracterizată de o semiaxă mare de 2,985805 UAi, o excentricitate de 0,09, o înclinație de 10,69424 ° în raport cu ecliptica.